# رسالة باسيت
كانت رسالة باسيت Bassett Letter هي رسالة مؤرخة في ٨ فبراير ١٩١٨ من الحكومة البريطانية إلى حسين بن علي، شريف مكة، عقب طلب حسين شرحًا لاتفاقية سايكس بيكو. قام بتسليمها المقدم جيه آر باسيت، القائم بأعمال الوكيل البريطاني في جدة، والذي كان يحيل رسالة تلقاها ببرقية من وزارة الخارجية في لندن. رفضت الرسالة نشر اتفاقية سايكس بيكو باعتبارها محاولة من قبل الإمبراطورية العثمانية لخلق عدم ثقة بين العرب وبريطانيا خلال الثورة العربية.
كانت رسالة رسمية لدعم برقية أرسلها ريجينالد وينجيت، المفوض السامي في مصر، قبل أيام قليلة إلى حسين. أشارت مقدمة رسالة باسيت إلى أن وينجيت قد وجه إرسال الرسالة.

## نص الرسالة
كانت الرسالة مكتوبة باللغة العربية. ونُشرت ترجمة باللغة الإنجليزية عام 1938 في مجلة الصحوة العربية، حيث أشار مؤلفها، جورج أنطونيوس، إلى أن نص الرسالة الأصلية «ظهر غالبًا في المطبعة العربية في نسخة طبق الأصل من نسخة فوتوستات قدمها الملك الراحل الحسين»:
إن الدوافع المخلصة التي دفعت جلالتك إلى إرسال الرسائل الموجهة من القائد العام التركي في سوريا إلى سمو الأمير فيصل وإلى جعفر باشا إلى المفوض السامي، جعلت حكومة جلالة الملك تشعر بالرضا الشديد. إن الخطوات التي اتخذتها جلالة الملك في هذا الصدد ليست سوى عربون للصداقة والإخلاص المتبادل اللذين لطالما ألهمتا العلاقات بين حكومة الحجاز وحكومة جلالة الملك. سيكون من غير الضروري الإشارة إلى أن الهدف الذي تستهدفه تركيا هو زرع الشك والشك بين دول الحلفاء وأولئك العرب الذين، تحت قيادة جلالتكم وتوجيهاتهم، يسعون جاهدًا لاستعادة حريتهم القديمة. والسياسة التركية هي خلق الفتنة من خلال استدراج العرب للاعتقاد بأن دول الحلفاء لديها مخططات على الدول العربية، وتمثل أمام الحلفاء أن العرب قد يضطرون إلى التخلي عن تطلعاتهم. لكن مثل هذه المؤامرات لا يمكن أن تنجح في زرع الفتنة بين أولئك الذين يتم توجيه عقولهم من خلال هدف مشترك إلى غاية مشتركة. تقف حكومة جلالة الملك وحلفاؤها بثبات في كل قضية تهدف إلى تحرير الأمم المظلومة، وهم مصممون على الوقوف إلى جانب الشعوب العربية في نضالها من أجل إقامة عالم عربي يحل فيه القانون محل الظلم العثماني، أي وحدة يجب أن تسود على الخصومات التي تثيرها بشكل مصطنع سياسة المسؤولين الأتراك. تؤكد حكومة جلالة الملك من جديد تعهدها السابق بتحرير الشعوب العربية. لقد جعلت حكومة جلالة الملك حتى الآن من سياستها ضمان هذا التحرير، وتظل هذه السياسة التي هم مصممون بلا هوادة على اتباعها من خلال حماية هؤلاء العرب الذين تحرروا بالفعل من جميع الأخطار والمخاطر، ومن خلال مساعدة أولئك الذين لا يزالون تحت نير الطغاة للحصول على حريتهم. 

## الفهرس
- Antonius، George (1938). The Arab Awakening: The Story of the Arab National Movement. Hamish Hamilton. ISBN:9780710306739.
- Margaret Pope (1946). "The Bassett Letter". ABC of the Arab world. The Socialist Book Centre Ltd.
- Steve Posner (1 نوفمبر 1987). Israel Undercover. Syracuse University Press. ص. 140–. ISBN:978-0-8156-5203-8.
- Rom Landau (16 أكتوبر 2013). Islam and the Arabs. Routledge. ص. 243–. ISBN:978-1-134-53671-9.